# Franciscaines du Règne de Jésus-Christ
Les Franciscaines du Règne de Jésus-Christ sont une congrégation religieuse féminine enseignante et hospitalière de droit pontifical.

## Histoire
En 1829, Iphigénie Docquier (1796-1854) fonde une école à Macon avec quelques compagnes. Vers 1834, elles écrivent aux vicaires généraux du Diocèse de Tournai pour obtenir l'autorisation de suivre la règle des clarisses, de prendre le nom de Clarisses de la Sainte Famille et de recevoir l'habit religieux. Le 22 septembre 1834, elles sont uniquement autorisées à suivre la règle des clarisses en attendant l'arrivée d'un nouvel évêque. Gaspar-Joseph Labis les orientent vers le Tiers-Ordre régulier de Saint François en promettant une copie de la règle des franciscaines de Soignies.
Iphigénie Docquier et trois compagnes font leur prise d'habit et leur profession religieuse le 24 mai 1836 à Macon; la fondatrice reçoit le nom de Marie-Élisabeth de Saint Joseph ; le lendemain, elle est élue supérieure générale par sa communauté, ce qui est confirmé le 29 mai suivant par Gaspar-Joseph Labis qui leur donnent le nom de Religieuses du Tiers-Ordre de Saint François de Macon. La maison-mère est transférée à Farciennes en 1854 puis à Manage en 1900. 
Les constitutions sont approuvées le 18 janvier 1913 par l'évêque de Tournai. Le 9 février 1926, les sœurs prennent le nom de franciscaines du Règne de Jésus-Christ. L'institut est agrégé à l'ordre des frères mineurs le 21 septembre 1920et reconnu de droit pontifical le 15 juillet 1988,.

## Activités et diffusion
Les sœurs se consacrent à l'enseignement, au soin des malades et aux missions.
Elles sont présentes en Belgique, République démocratique du Congo, Rwanda et Tanzanie.
La maison-mère est à Manage. 
En 2017, la congrégation comptait 184 sœurs dans 35 maisons.